# Julikuppen

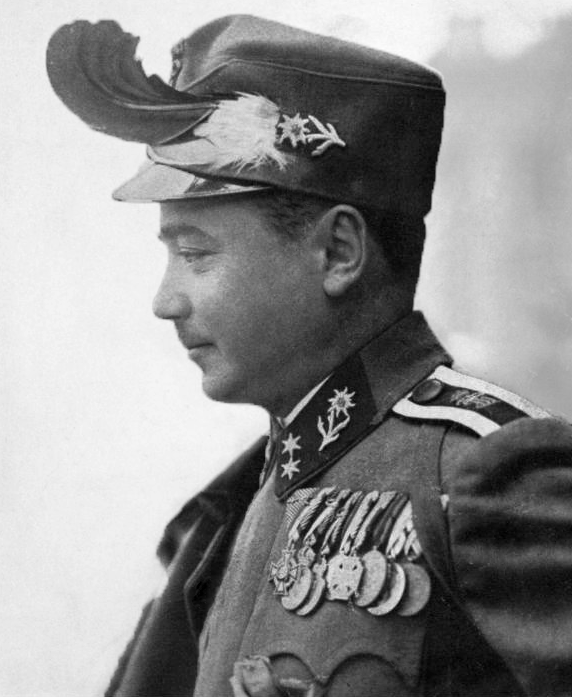
I samband med julikuppen mördades förbundskansler Engelbert Dollfuss.

Julikuppen (tyska Juliputsch) var ett misslyckat nazistiskt kuppförsök i Österrike som ägde rum mellan den 25 och den 30 juli 1934.
Kuppförsöket inleddes med att 154 SS-män, förklädda till österrikiska soldater och polismän, anföll Förbundskanslerämbetet i Wien den 25 juli 1934. Förbundskansler Engelbert Dollfuss sköts ihjäl av Otto Planetta. Samtidigt stormade en grupp kuppmakare RAVAG:s radiostation och sände ut ett falskt meddelande om att förbundskansler Dollfuss hade överlämnat regeringsmakten åt guvernören i Steiermark, Anton Rintelen. Detta meddelande var startskottet för nazister runtom i Österrike att ta till vapen mot staten.
Under de följande dagarna pågick strider i Kärnten, Steiermark och Oberösterreich samt till viss del i Salzburg. I Kärnten koncentrerades striderna till Unterkärnten och Sankt Paul im Lavanttal, medan det i Steiermark rasade blodiga strider i Schladming och Leoben. I Oberösterreich förekom sammandrabbningar i Pyhrnpasset och Mühlviertel.
Regeringstrogen polis och militär krossade kuppförsöket den 30 juli. Tretton kuppmakare avrättades för sin inblandning. Kurt von Schuschnigg efterträdde Engelbert Dollfuss som förbundskansler.